# Ebbsfleet United Football Club
Ebbsfleet United Football Club è una società calcistica inglese che milita in National League. La squadra gioca le sue partite casalinghe allo stadio Stonebridge Road (ora Kuflink Stadium) di Northfleet, Gravesend (Kent); tuttavia la società vorrebbe sostituire lo stadio con un nuovo impianto nella Valle di Ebbsfleet, nelle vicinanze di Gravesham.
Fino a maggio 2007 il club era chiamato Gravesend & Northfleet F.C. Il cambio di nome è stato annunciato a una conferenza pubblica la sera del 1º maggio 2007. La squadra è sponsorizzata da Eurostar, i cui treni fermano alla stazione Ebbsfleet International.
A novembre 2007, la società lanciata sul web con il nome di MyFootballClub Archiviato il 21 maggio 2007 in Internet Archive. ha annunciato di aver raggiunto un accordo, previo due diligence e il voto dei membri, per l'acquisto della squadra. Il 23 gennaio 2008 il 95,89% dei membri votanti di MyFootballClub ha approvato l'acquisto del 75% del club. A questo punto i membri del sito potranno votare sulla selezione della squadra da mandare in campo, i giocatori da cedere e comprare, e altre importanti decisioni riguardanti la squadra.
Nel maggio 2013 il gruppo di investitori kuwaitiano KEH Sports Ltd ha comprato la società da MyFootballClub.

## Storia
Il Gravesend & Northfleet F.C. fu fondato nel 1946, dopo la Seconda guerra mondiale, con l'unione del Gravesend United (fondato a sua volta nel 1893) e del Northfleet United (fondato nel 1890). Il nuovo club mantenne i colori sociali bianco e rosso e lo stadio Stonebridge Road del Northfleet United.
Nel 1979 la squadra fu una delle fondatrici della Alliance Premier League (ora Conference National - Blue Square Premier), ma dopo due anni retrocesse in Southern League Premier.
Nella stagione 1997-98 il Gravesend & Northfleet F.C. lasciò la Southern League per unirsi alla Isthmian League. Giocò nella Premier Division di questa lega fino alla stagione 2001-02, quando la vinse e fu promosso di nuovo alla Conference.
Negli ultimi anni gioca stabilmente in National League (sia serie maggiore che National League South).
L'attuale allenatore è il tedesco Dennis Kutrieb, proveniente dal TeBe Berlin con cui ha vinto il campionato di quinta serie tedesca.

## L'acquisizione di MyFC
Il 13 novembre 2007 è stato annunciato che il sito MyFootballClub.com ha raggiunto un accordo per l'acquisto della squadra.
Circa 27.000 membri di MyFootballClub hanno pagato una quota 35 £ (50 €) a testa (raccogliendo circa 950.000 £) per diventare comproprietari del club senza ricevere dividendi o alcun profitto. I membri posso votare i trasferimenti, la squadra da schierare e le maggiori decisioni inerenti alla squadra. Nell'accordo è previsto che Liam Daish e il suo staff rimanga al proprio posto.
Tra il 16 e il 23 gennaio 2008 i membri di MyFootballClub hanno avuto la possibilità di decidere, tramite voto, di procedere con l'acquisizione e nello stesso tempo di lasciare a Daish la gestione del mercato invernale. Entrambi i voti sono stati favorevoli, in particolare il 95,89% ha votato SI a procedere all'acquisizione e il 95,86% SI a lasciare che Daish procedesse con i suoi piani.
Il 23 gennaio 2008 i membri di MyFootballClub hanno approvato l'acquisizione del 75% dell'Ebbsfleet United. L'accordo dovrà essere ratificato da un Meeting Generale straordinario degli attuali azionisti del club, i quali sono già d'accordo con la vendita a MyFC, previsto a febbraio 2008.
Nella stagione 2008-2009 il club raggiunge per la prima volta nella sua storia le semifinali di FA Trophy.

## Proprietà Kuwaitiana
KEH Sports Ltd, un gruppo di investitori kuwaitiani consigliato da un ex amministratore delegato del Charlton Athletic, ha accettato nel maggio 2013 di rilevare il club, saldando i suoi debiti (al 10% del loro valore), promettendo investimenti nella squadra e in una struttura di formazione.
Liam Daish successivamente lasciò la carica di manager e la nuova proprietà nominò l'allenatore del Dover Athletic e l'ex difensore del Charlton Athletic Steve Brown come nuovo manager. 
La prima partita competitiva di Steve Brown è stata un pareggio a reti inviolate in casa contro Havant&Waterlooville. Un record del club è stato battuto poco prima di Natale quando la squadra di Brown ha ottenuto nove vittorie consecutive. Nella finale dei playoff contro il Dover Athletic a Stonebridge Road di fronte a 4.200 spettatori. Dover ha dominato l'incontro, vincendo 1-0 con un gol all'inizio del secondo tempo dell'ex attaccante dell'Ebbsfleet Nathan Elder.
La stagione 2014-15 è iniziata con molte promesse, con vittorie contro Concord Rangers, Havant&Waterlooville. Tuttavia, la stagione non è stata all'altezza delle aspettative e Steve Brown è stato sollevato dal suo incarico il giorno dopo una sconfitta interna per 3-0 contro il Gosport Borough nel novembre 2014. Jamie Day ha sostituito Brown e, nonostante abbia portato il club ai quarti dell'FA Trophy, dove ha perso contro i vincitori del North Ferriby United, è stato sollevato dall'incarico nell'aprile 2015. Nell'estate del 2015, l'ex capitano del club Daryl McMahon è stato nominato allenatore permanente. Matty Godden è stato capocannoniere del Fleet per la stagione 2014-15 con 12 gol in tutte le competizioni.
La stagione 2015-16 è stata molto più fruttuosa per il Fleet, che ha guidato il campionato per quasi tutta la stagione, con buoni risultati tra cui una vittoria per 6-0 in casa contro Hemel Hempstead Town e una vittoria per 5-0 in casa contro Hayes & Yeading United . Tuttavia, i rivali per il titolo Sutton United sono rimasti imbattuti per 26 partite e hanno conquistato il titolo battendo la Fleet 2-0 a Gander Green Lane. Nelle semifinali degli spareggi il Fleet ha superato Whitehawk ai rigori dopo un pareggio complessivo per 3–3 ma ha perso ai rigori in finale contro i rivali del Maidstone United.
Nella stagione 2016-17 l'Ebbsfleet ha perso di nuovo il primo posto, questa volta contro i campioni della National League South del Maidenhead United. Eppure ha ottenuto la promozione in National League con una vittoria per 2-1 a Stonebridge Road nella finale dei play-off contro il Chelmsford City. La stagione successiva la squadra ha ottenuto il miglior piazzamento in campionato, sesto, battendo Aldershot Town nel turno di qualificazione ai play-off 5-4 ai rigori. Una pesante sconfitta per 4-2 nel turno successivo contro i secondi classificati del Tranmere Rovers ha consegnato l'Ebbsfleet a un'altra stagione nella National League.
Nell'ottobre 2017, Stonebridge Road ha cambiato nome in Kuflink Stadium come parte di un contratto di sponsorizzazione quinquennale. La stagione 2018-19 non ha raggiunto le vette della stagione precedente con Daryl McMahon che ha lasciato il club a novembre dopo una vittoria per 1-0 su Barrow. L'ex allenatore del Woking Garry Hill è stato nominato manager del club, la sua prima partita in panchina è stata un pareggio senza reti contro il Cheltenham Town in FA Cup. Nonostante una rinascita iniziale, il Fleet ha perso i playoff dopo un aprile senza vittorie. La stagione 2019-20 è iniziata con il Fleet che ha perso tutte le prime cinque partite. Nell'ottobre 2019, Garry Hill ha lasciato il club dopo solo due vittorie nelle prime 16 partite della stagione. L'assistente Kevin Watson è stato nominato per il ruolo ad interim prima di firmare un contratto di sette mesi fino alla fine della stagione.
Nel febbraio 2020 la proprietà, KEH sports, ha nominato Damian Irvine per guidare il club e supervisionare le operazioni quotidiane e tutte le questioni calcistiche.
Il 18 maggio 2020 è stato annunciato che il contratto a breve termine di Kevin Watson come allenatore non sarebbe stato rinnovato e avrebbe lasciato il club. La stagione 2019-20 è stata cancellata a marzo a causa della pandemia mondiale di COVID-19 con l'Ebbsfleet appena fuori dalla zona retrocessione.
L'Ebbsfleet United è stato retrocesso per una controversa differenza di 0,002 punti dopo che il campionato è stato determinato in base ai punti per partita, nonostante fosse fuori dalla zona retrocessione al termine della competizione.
Il 2 giugno 2020, il giovane allenatore tedesco Dennis Kutrieb è stato nominato allenatore dopo aver rifiutato di rinnovare il suo contratto al Tennis Borussia Berlin nonostante fosse in cima alla classifica quando la stagione è stata annullata. Il 17 giugno 2020 l'Ebbsfleet è stata confermata nell'elenco dei club retrocessi dalla National League in base a punti ponderati per partita.

## Allenatori
- Lionel Smith (1955-1960)
- Alf Ackerman (1969-1974)
- Steve Lovell (1996-1997)
- Liam Daish (2005-2013)
- Jamie Day (2014-2015)
- Kevin Watson (2019-2020)

## Palmarès

### Competizioni nazionali
- National League South: 1

2022-2023
- Southern League: 1

1957-1958
- Isthmian League: 1

2001-2002
- FA Trophy: 1

2007-2008

### Competizioni regionali
- Southern Football League Southern Division: 2

1974-1975, 1993-1994
- Kent Floodlight Cup: 1

1969–1970
- Southern League Cup: 1

1977–1978
- Kent Senior Cup: 8

1948-1949, 1952-1953, 1980-1981, 1999-2000, 2000-2001, 2001-2002, 2007-2008, 2013-2014

### Altri piazzamenti
- National League South:

Secondo posto: 2015-2016, 2016-2017
Terzo posto: 2010-2011, 2021-2022
- Southern League South Eastern Section:

Finalista: 1958-1959
- Southern League Southern Division:

Finalista: 1988-1989
- Conference League Cup:

Semifinalista: 2008-2009

## Statistiche e record
- Miglior risultato in FA Cup:

Quarto turno: 1962-1963
- Miglior risultato in FA Trophy:

Semifinale: 2008-2009